# Ред Оук (Северна Каролина)
Ред Оук (енгл. Red Oak) град је у америчкој савезној држави Северна Каролина.

## Демографија
По попису из 2010. године број становника је 3.430, што је 707 (26,0%) становника више него 2000. године.
| Група             | 2000.         | 2010.         |
| Белци             | 2.449 (89,9%) | 2.961 (86,3%) |
| Афроамериканци    | 219 (8,0%)    | 332 (9,7%)    |
| Азијати           | 7 (0,3%)      | 17 (0,5%)     |
| Хиспаноамериканци | 36 (1,3%)     | 59 (1,7%)     |
| Укупно            | 2.723         | 3.430         |